# 网络附接存储

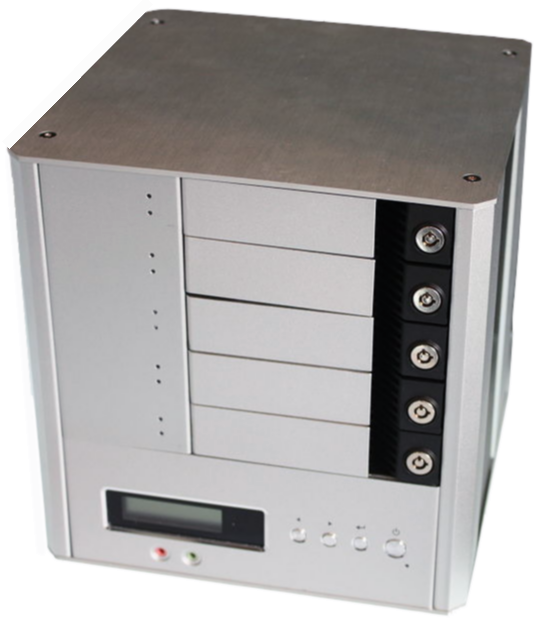
一台5盘的NAS服务器

网络附接存储（英語：Network Attached Storage）是一种文件级（与块级存储相对）的计算机数据存储服务器，它连接到计算机网络，并提供对异构网络用户的数据访问。它专门用于通过其硬件、软件或配置来提供文件服务。它通常作为专门制造的专用计算机设备制造。 NAS系统是包含一个或多个通常排列成逻辑存储器、冗余存储器或RAID存储驱动器的网络设备。NAS消除了从网络上的其他服务器提供文件服务的负担，它们通常使用网络文件共享协议（如NFS、SMB或AFP）提供对文件的访问。作为一种在多台计算机之间共享文件的便捷方法，NAS设备从1990年代中期开始开始流行起来。与同样提供文件服务的通用服务器相比，专用网络附加存储的潜在优势包括更快的数据访问、更简单的管理和简单的配置。 
名称中带有“NAS”的硬盘驱动器在功能上与其他驱动器相似，但可能在固件、振动耐受性或功耗上有不同之处，以使其更适合在RAID阵列中使用，这些阵列通常用于NAS的实现当中。 例如，某些NAS版本的驱动器支持命令扩展以允许禁用扩展错误恢复。在非RAID应用中，磁盘驱动器竭尽全力成功读取有问题的存储块可能很重要，即使这一过程需要花费几秒钟。在适当配置的RAID阵列中，可以通过跨RAID集编码的冗余校验完全恢复单个驱动器上的单个坏块。如果驱动器花费几秒钟执行大量重试，则可能会导致RAID控制器将驱动器标记为“掉盘”，而如果它只是迅速回复数据块有校验和错误，则RAID控制器将使用另一个驱动器上的冗余数据纠正错误并继续工作。这样的“NAS”SATA硬盘驱动器可以用作个人电脑的映射网络驱动器，因为它只支持附加选项，无需任何问题或调整，并且质量标准要高于普通消费者级的驱动器（特别是有更高的平均故障间隔和更高的价格的）。

## 描述

SAN（存儲區域網絡）和NAS

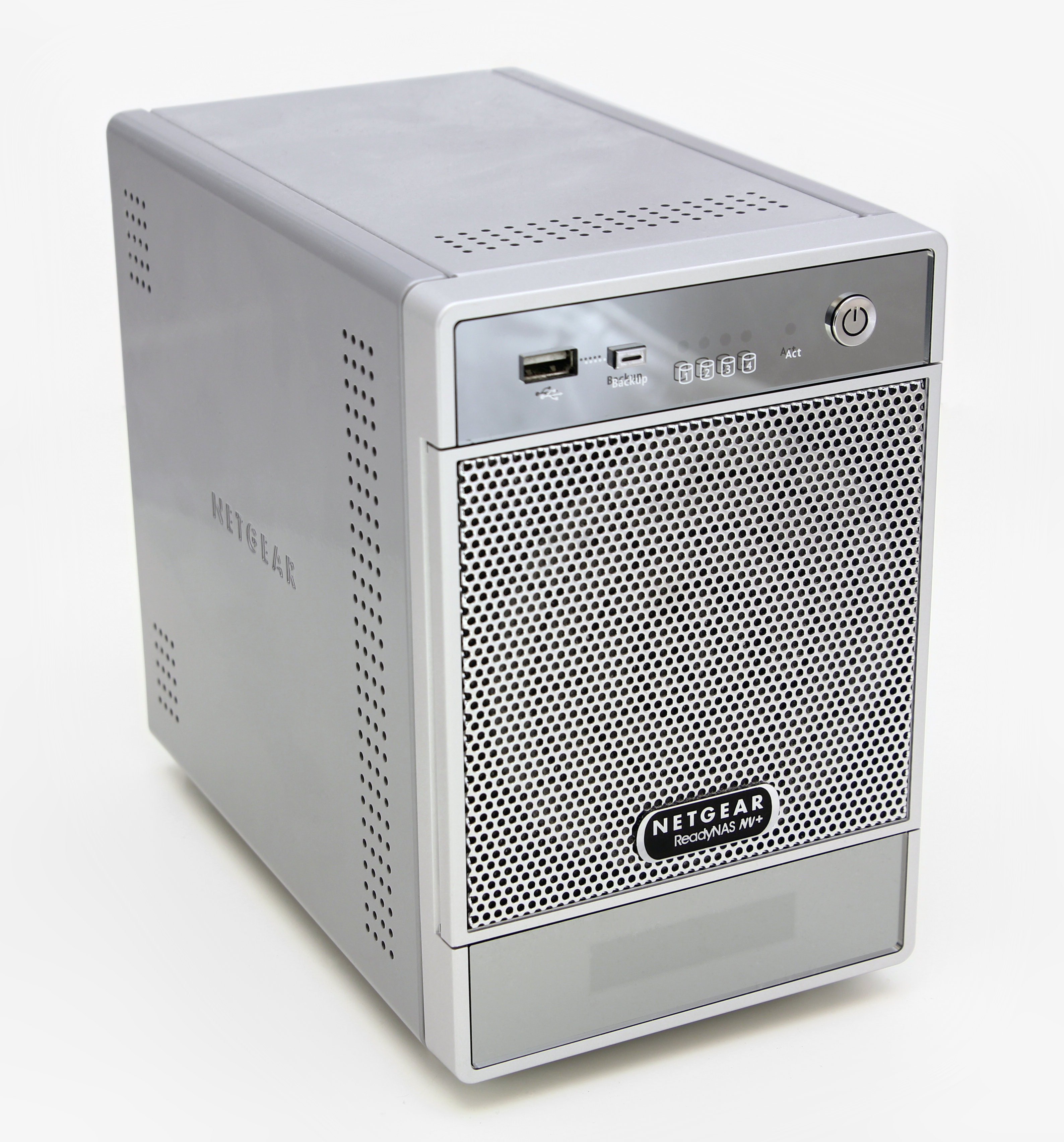
Netgear NAS

NAS系統和傳統的檔案儲存服務或直接儲存設備（DAS）不同的地方，在於NAS設備上面的作業系統和軟體只提供了資料儲存、資料存取、以及相關的管理功能，並得以使得設備連上網路才進行遠端存取；此外，NAS設備也提供了不只一種檔案傳輸協定。NAS系統通常有一個以上的硬碟，而且和傳統的檔案伺服器一樣，通常會把它們組成RAID來提供服務，讓資料更不會遺失；有了NAS以後，網路上的其他伺服器就可以不必再兼任檔案伺服器的功能。NAS的型式很多樣化，可以是一個大量生產的嵌入式設備，也可以在一般的電腦上執行NAS的軟體。
NAS用的是以檔案為單位的通訊協定，例如像是NFS（在UNIX系統上很常見）或是SMB（常用于Windows系统）。人们都很清楚它們的運作模式，相對之下，存储区域网络（SAN）用的則是以區塊為單位的通訊協定、通常是透過SCSI再轉為光纖通道或是iSCSI。還有其他各種不同的SAN通訊協定，像是ATA over Ethernet和HyperSCSI等。

## 歷史
NAS一開始是在1983年Novell公司的NetWare作業系統裡面的檔案分享功能和NCP通訊協定裡面所引進來的觀念；而在UNIX界，1984年時昇陽發表了NFS，讓網路伺服器之間能夠利用網路程式彼此能夠分享儲存空間。3Com的3Server和3+Share軟體是當時第一個為了開放系統伺服器而特別設計的伺服器（其中包括了專屬軟硬體及多台磁碟機），該公司也從1985年到1990年代初期一直領導時代的潮流，3Com和微軟在這個新市場上還合作開發了LAN Manager軟體及其通訊協定。受到Novell的檔案伺服器的啟發，IBM、昇陽、以及其他相當多的公司都開始研發專屬的伺服器；3server應該是第一家專門為桌上型作業系統開發專屬NAS的公司，而Auspex Systems則是第一家為UNIX市場開發專屬NFS伺服器的公司。在1990年代早期，Auspex公司的一些員工獨立出來開了另一家叫Network Appliance的公司，同時支援了Windows和UNIX系統，開啟了專屬NAS的市場。
目前NAS可大略分為「專注儲存型」（Storage NAS）以及「整合平台型」（Platform NAS）兩種，後者即為具備自身作業系統，並且內部要使用更強的CPU來應付更大量的服務與應用。就平台式NAS而言，現今全球著名品牌為華芸科技（ASUSTOR）、普安科技（Infortrend）、詮力科技（ITE2）、威聯通科技 （QNAP）、群暉科技（Synology）與廣盛科技（QSAN）。

## 優點
NAS從兩方面改善了數據的可用性：
1. 即使相應的應用伺服器不再工作了，仍然可以讀出數據。NAS讓資料的使用率提升，主要的原因在於資料無需依附在網路伺服器上，使用者不會因為伺服器當機、常態維修或是關閉而無法使用資料，因為使用者可以直連NAS上的系統。
2. NAS這樣的簡易伺服器可以長時間不維護運作，本身不會崩潰，因為它避免了引起伺服器崩潰的首要原因，即過於複雜的應用軟體引起的問題。

NAS產品具有的優點包括：
1. NAS產品是真正即插即用產品。NAS設備一般支持多電腦平臺，用戶通過網路支持協議可進入相同的文檔，因而NAS設備無需改造即可用於混合UNIX／Windows NT區域網內。成熟的NAS產品，也讓資料管理變得輕鬆及簡單，讓原本需要在伺服器上進行的繁複設定程序，簡化成幾個步驟就可完成，大大的節省設定時間。
2. NAS設備的物理位置同樣是靈活的，它們可放置在工作組內，靠近數據中心的應用伺服器，或者也可放在其他地點，通過物理鏈路與網路連接起來，進行異地的安全備份。無需應用伺服器的干預，NAS設備允許用戶在網路上直接存儲數據，這樣既可減小CPU的開銷，也能顯著改善網路的性能。

## 著名產品
著名的開放原始碼NAS系统例如TrueNAS（原名為FreeNAS，在第12版後改名）、Openfiler等。TrueNAS基于FreeBSD系统，Openfiler基于Linux。

## NAS設備
現在的NAS因為內部安裝的電腦獲得升級，很多不單只應付網路存儲的功能，透過升級改進系統之後，可以根據需求自行增加應用，改建為網站伺服器、自建播放平台、監視系統主機等，使其具備有多樣化的服務能力。